# Carlos Jáuregui
Carlos Luis Jáuregui (La Plata, 22 de septiembre de 1957 – Buenos Aires, 20 de agosto de 1996) fue un activista LGBT argentino, primer presidente de la Comunidad Homosexual Argentina (CHA) entre 1984 y 1987. Alejado de la misma, en 1991 fundó además la asociación Gays por los Derechos Civiles junto a varios exmilitantes de la CHA como César Cigliutti, Marcelo Ferreyra, Gustavo Pecoraro, Juan Pablo González, Ricardo Enrique González, Alejandro Modarelli o Luis Biglié. En 1992 encabezó la primera marcha del Orgullo Gay Lésbico en la ciudad de Buenos Aires. En esos días, la Comunidad Homosexual Argentina, manejada políticamente por Alejandro Salazar y Teresa de Rito, rechazaba participar de las reuniones organizativas de la marcha de las que formaban parte distintas organizaciones alegando “desconocer a algunos de los grupos que convocaban”. El estreno de una de las manifestaciones sociales más importantes que se realizan en la Ciudad Autónoma de Buenos Aires, fue convocada –finalmente– por Gays DC, Sigla, Cuaderno de Existencia Lesbiana, Iglesia de la Comunidad Metropolitana, Grupo ISIS, Colectivo Eros y Transdevi. La CHA de Salazar y de De Rito no participó orgánicamente de la marcha.
Jáuregui ayudó a impulsar el primer proyecto de unión civil y la inclusión de la orientación sexual en la cláusula antidiscriminatoria de la Constitución de la Ciudad de Buenos Aires. Además, presentó dos querellas contra el arzobispo de Buenos Aires Antonio Quarracino por discriminación. 
Carlos basó gran parte de su activismo en la búsqueda de visibilidad mediática y la política de «darse a conocer», por lo cual escribió en diarios, participó en programas de televisión y publicó el libro Homosexualidad en Argentina.
Jáuregui fue profesor de historia, especializado en historia medieval. Su obsesión era que las personas LGTBI tuvieran derechos legales y y su seguridad estuviera respaldada constitucionalmente. 
El 10 de abril de 1994 se eligieron convencionales constituyentes que tratarían la reforma constitucional en Argentina. La reforma fue una importante modificación de la carta magna argentina, que introdujo nuevos derechos e instituciones y confirió al texto constitucional una legitimidad que estaba cuestionada. Entre ellos, concedió autonomía a la Ciudad de Buenos Aires. Eso quiere decir que la ciudad debía crear sus propias leyes, entre ellas la Constitución. De ese modo, lo dispuesto quedó plasmado en el Art. 129, la Autonomía de la Ciudad: “La ciudad de Buenos Aires tendrá un régimen de gobierno autónomo, con facultades propias de legislación y jurisdicción, y su jefe de gobierno será elegido directamente por el pueblo de la ciudad. Una ley garantizará los intereses del Estado nacional, mientras la ciudad de Buenos Aires sea capital de la Nación”. Carlos Jáuregui pensó que era el momento oportuno para exigir que en esa nueva Constitución se incluyera un artículo que protegiera con marco legal los derechos de las personas LGTBI. Fue una batalla muy dura y un trabajo muy profundo pensado y elaborado por Carlos y otros militantes bajo la supervisión del equipo de legales de Gays DC que le dio marco legal.
En la Constituyente hubo un debate durísimo, ya que sectores no aceptaban incluir como causales de discriminación ni la orientación sexual ni la identidad de género. Finalmente se logró incluir la orientación sexual. 
Jáuregui ya se encontraba muy mal de salud, pero se logró entregar el proyecto para someterlo a votación. Carlos no lo vio concretado. Murió el 20 de agosto de 1996, y la llamada cláusula antidiscriminatoria (el primero de los muchos logros legales del colectivo LGTBI de la Argentina) se aprobaría el día 30. Es el artículo 11 de la Constitución de la Ciudad de Buenos Aires, que dice: "Todas las personas tienen idéntica dignidad y son iguales ante la ley. Se reconoce y garantiza el derecho a ser diferente, no admitiéndose discriminaciones que tiendan a la segregación por razones o con pretexto de raza, etnia, género, orientación sexual, edad, religión, ideología, opinión, nacionalidad, caracteres físicos, condición psicofísica, social, económica o cualquier circunstancia que implique distinción, exclusión, restricción o menoscabo.
La Ciudad promueve la remoción de los obstáculos de cualquier orden que, limitando de hecho la igualdad y la libertad, impidan el pleno desarrollo de la persona y la efectiva participación en la vida política, económica o social de la comunidad"
Lamentablemente Carlos muere 10 días antes a los 38 años, por causas relacionadas con el sida, enfermedad de la cual habían sido víctimas también su hermano Roberto Jáuregui y su pareja Pablo Azcona. Tras su fallecimiento, una plaza en el barrio porteño de Constitución se nombró en su memoria y el 20 de agosto, día de su muerte, se estableció como el Día del activismo por la diversidad sexual. Una estación del subterráneo de la ciudad de Buenos Aires de la línea H lleva su nombre desde 2017. Su historia fue llevada a la televisión en un capítulo del unitario Historia clínica, personificado por Gastón Pauls. El 23 de noviembre de 2017 se estrenó en salas comerciales argentinas el documental sobre su historia, dirigido por Lucas Santa Ana y coguionado junto a Gustavo Pecoraro, que recopila testimonios de amigos y activistas de diversas organizaciones.

## Biografía

### Personal y profesional
Carlos Luis Jáuregui nació en La Plata, el 22 de septiembre de 1957. Sus padres eran Carlos José Jáuregui, abogado, y Elsa Guás, maestra de colegio primario. Era el hermano mayor de Roberto Jáuregui, también homosexual y cara de la Fundación Huésped, que falleció a causa del sida en 1994 y a quien Carlos le dedicó una carta en Página 12 Así no me voy a morir. Se crio en un barrio de descendientes de italianos y cursó sus estudios en el Colegio Arzobispal José Manuel Estrada y a la vez estudió francés en la Alianza Francesa. A los dieciséis años se enamoró de su primer novio, Matías, con quien estaría durante cuatro años. Sobre el descubrimiento de su sexualidad y los miedos al reproche social, dirá: «Estos que me cuestionan y que me critican, indudablemente, son una basura, ¿pero acaso necesito del permiso de los otros? Si éste es mi deseo, es mi vida… ¿A quién voy a pedir autorización para vivirla como quiero? ¿Qué voy a hacer? ¿Ocultarme, esconderme?» y que eso «no era para mí».
Entre 1975 y 1979 cursó la carrera de historia de la Universidad Nacional de La Plata y entre 1977 y 1980 fue ayudante de la cátedra de historia medieval. Tras graduarse fue profesor de historia argentina en la misma universidad y de instrucción cívica en un colegio secundario. A principios de los ochenta cursó un posgrado sobre historia medieval en el École Pratique des Hautes Études de París y viajó por Europa y Estados Unidos, donde realizó un curso de sociología urbana en el Webster State College. En 1982, de regreso en Argentina, ejerció brevemente en el profesorado de La Plata y luego se mudó con su padre a Buenos Aires, donde comenzó a ejercer como profesor adjunto de geografía histórica en la Universidad del Salvador.
Estuvo en pareja con Pablo Azcona, con quien convivía y, tras la muerte de este en 1988, no pudo retener su departamento por no estar casados. Al respecto, Jáuregui dijo «Yo sentía que ese lugar me correspondía y, de hecho, si hubiésemos estado casados legalmente me hubiera correspondido [...] Años atrás, la represión policial era nuestra principal preocupación. A partir del sida, nuestro mayor problema es la herencia». Entró en una depresión y comenzó a hospedarse transitoriamente en casas de amigos. A principios de los 90, comenzó a convivir con su amigo César Cigliutti y la entonces pareja de este Marcelo Ferreyra, con quienes se quedó hasta su muerte.

### Activismo

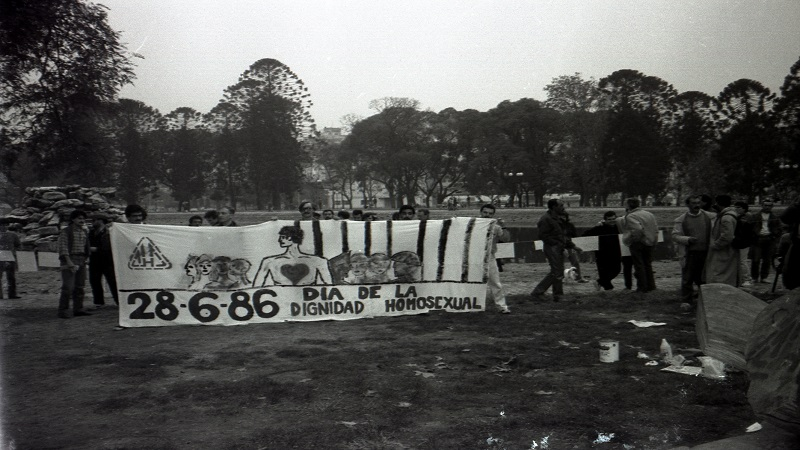
Carlos en la manifestación del Día de la Dignidad Homosexual en Parque Centenario de 1986

En 1981 participó en su primera marcha del Orgullo Gay en París, lo cual fue según él años después: «el motor que decidió mi posterior militancia en el movimiento gay porque, a partir de ese momento, yo empecé a pensar que en la Argentina había que hacer algo. Ahí, en Francia, yo era testigo de cómo era posible vivir en una sociedad libre». Además dijo «Lloré como nunca cuando vi la primera marcha [...] Tuve la certeza de que había descubierto algo que era lo que realmente quería hacer. Así dejé la investigación y dediqué mi vida a la militancia gay». De regreso en Argentina y aun sin militancia política, Jáuregui fue uno de los fundadores de la Comunidad Homosexual Argentina (CHA) en 1984, de la cual se convirtió en su primer presidente. Poco después de su fundación, la CHA pagó por un espacio en el Diario Clarín, en el cual se daba a conocer bajo el titular «Con discriminación y represión no hay democracia». Jáuregui basó su activismo en la búsqueda de visibilidad mediática, ya que era «el recurso más fuerte con que ha contado el movimiento gay». Sobre la base de eso, escribió en diarios y participó en programas de televisión y en 1984 impactó cuando por primera vez un homosexual asumía públicamente su sexualidad y aparecía abrazado junto al también activista Raúl Soria en la portada de la revista Siete Días y en la nota titulada «Los riesgos de ser homosexual en la Argentina». En 1987 publicó el libro Homosexualidad en Argentina, el cual le dedicó a su pareja Pablo Azcona, a sus compañeros de activismo y a las Madres de Plaza de Mayo.

A medida que fue pasando el tiempo, al ir observando mi vida y la de mis amigos, me fui dando cuenta de un hecho: que una persona, sea o no gay, debería ser un dato sin importancia. ¿Qué heterosexual va por la vida contando sus intimidades sexuales? ¿A quién le importan? 

Si el hecho de ser homosexual afecta a quienes lo son es a causa de la falta de derechos, de la discriminación y la marginación a la que somos expuestos injustamente.
Carlos Jáuregui

Desde la CHA, Jáuregui estableció un frente común con otras organizaciones de Derechos humanos y en septiembre de 1984 la CHA marchó cuando la CONADEP entregó al presidente Raúl Alfonsín el informe Nunca más. Emilio Mignone del CELS les brindó asesoría jurídica y Jáuregui se dedicó a entrevistarse con organismos como la Subsecretaría de Derechos Humanos de la Nación, la CONADEP y el Consejo Deliberante de la Ciudad de Buenos Aires. Jáuregui creía que la sexualidad debía ser considerada como «libre ejercicio de los Derechos Humanos» y la CHA entrevistaba a los candidatos para saber sus opiniones y luego publicar los resultados. A través de estos encuentros Jáuregui impulsará una memoria homosexual sobre la última dictadura conocida como "los 400 desaparecidos" mediante la cual denunció la persecución y ensañamiento a detenidos-desaparecidos por su condición sexual.
Durante un operativo de la policía en el cual se arrestó a varios homosexuales en la discoteca Contramano, instó a resistir pacíficamente y a cantar el himno nacional, pero fue detenido por «resistencia a la autoridad» y luego absuelto tras una apelación. En 1987 abandona la CHA en busca de un activismo más radical, molesto con que la organización se «institucionalizó» y en desacuerdo con el nuevo enfoque basado principalmente en el sida. Posteriormente se unen sus compañeros Marcelo Ferreyra y César Cigliutti, actual presidente de la misma, y en 1991 fundan la asociación Gays por los Derechos Civiles (Gays DC). Desde ahí, se impulsó el primer proyecto de unión civil para hacerle frente al tema de la herencia que lo había afectado años atrás. El proyecto fue presentado por el diputado Héctor Polino, del Partido Socialista, pero finalmente no fue aprobado.
En 1992, junto a varias organizaciones, encabezó la primera marcha del Orgullo Gay Lésbico en Buenos Aires, que contó con alrededor de trescientas personas y a la cual la CHA se opuso originalmente. Más adelante, Cigliutti diría que «a pesar de las broncas, nunca dejamos de tener un sentimiento de pertenencia a la CHA». En 1994, el cardenal y arzobispo de Buenos Aires Antonio Quarracino dijo que los homosexuales deberían ser «encerrados en un ghetto [...] son una sucia mancha en el rostro de la Nación». Jáuregui presentó una querella, pero no fue exitosa porque la orientación sexual no estaba incluida en la ley antidiscriminatoria.

Seguiremos luchando por alcanzar una vida más digna, porque sin libertad sexual no existe libertad política [...] En una sociedad que nos educa para la vergüenza, el orgullo es una respuesta política.
Carlos Jáuregui.

Poco antes de su muerte, impulsó la prohibición de la discriminación por orientación sexual en la nueva Constitución de la Ciudad de Buenos Aires. Una semana después de su muerte, activistas LGBT entraron a lugar donde sesionaba la Convención Estatuyente con fotos de Jáuregui y el acompañamiento de la prensa, reclamando la inclusión de la cláusula anti-discriminatoria, la cual fue aprobada días después por unanimidad. Buenos Aires se convirtió así en la primera ciudad latinoamericana en condenar la discriminación por motivos de orientación sexual.

### Muerte y legado

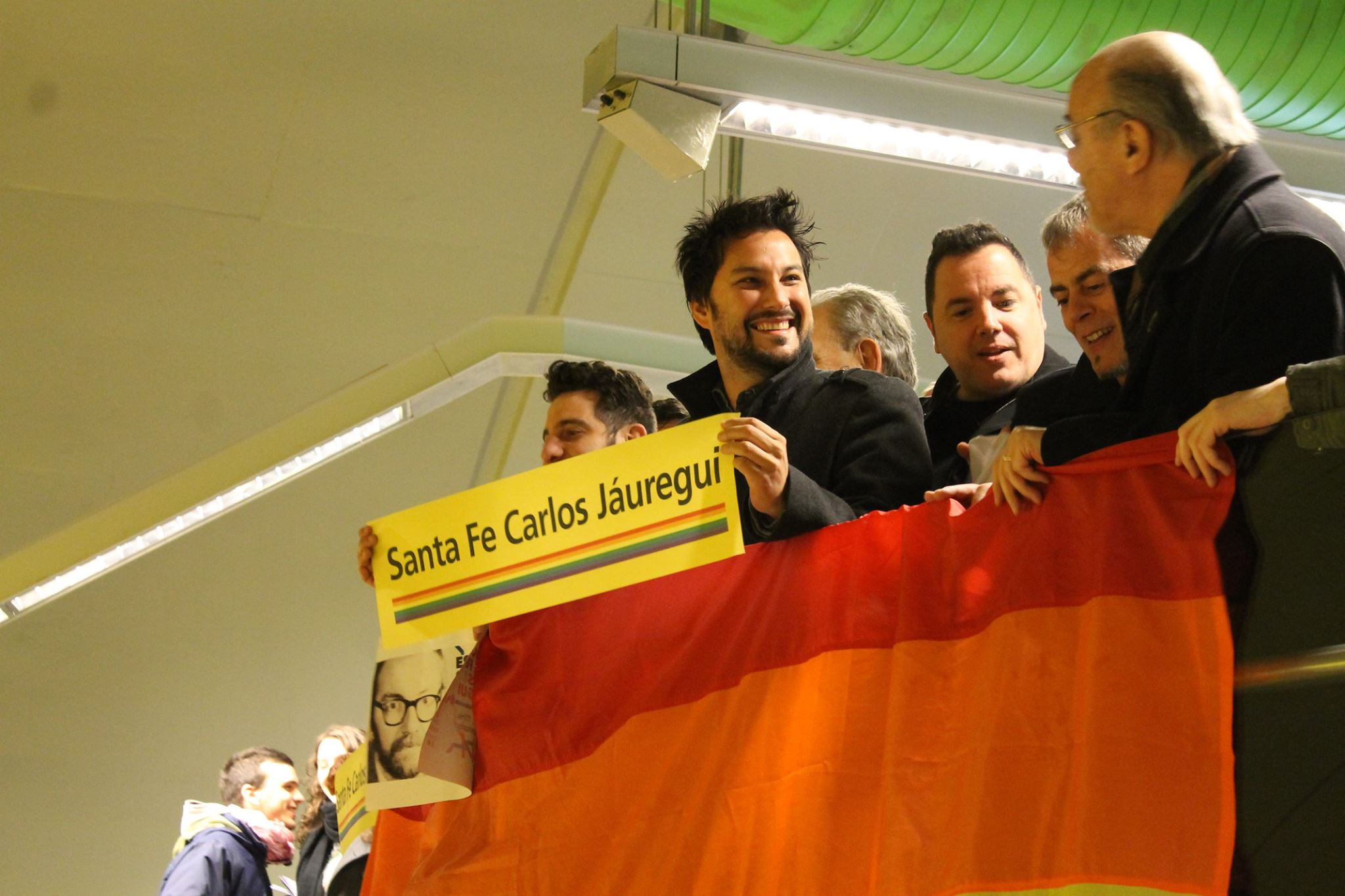
Estación de Subte de la Línea H ubicada en Av Santa Fe y Av Pueyrredón del barrio de Recoleta

Falleció el 20 de agosto de 1996, a los 38 años a causa de SIDA. Una procesión fúnebre en la que participaron decenas de personas partió desde la Plaza de Mayo al Palacio del Congreso, para luego tener su destino final en el Cementerio de la Chacarita. Frente al Congreso, Patricia Gauna dijo que Jáuregui «seguirá presente en cada uno de nuestros gritos para derribar este muro que el poder ha levantado para discriminarnos». Cigliutti, por su parte, comentó al respecto de la muerte del activista a tan corta edad: «Pienso ahora en la figura del mártir, la entrega del propio cuerpo que se cumple con la muerte. El siempre decía que iba a morirse antes de los cincuenta. Y se murió antes de los cuarenta».
En 2008 se puso su nombre al auditorio de la sede del INADI y en 2010, tras un proyecto de la diputada Diana Maffía, una plaza del Barrio de Constitución en Buenos Aires fue nombrada en su memoria. La diputada dijo que el activista «fue el primer militante que trabajó como un derecho humano la discriminación a la diversidad sexual». Ese mismo año, se nombró en su memoria al Primer Festival Nacional de Teatro LGBT, organizado en San Miguel de Tucumán. En 2012, la Legislatura de la Ciudad de Buenos Aires aprobó un proyecto de ley presentado por la legisladora Gabriela Alegre y redactado junto a la CHA, que estableció el 20 de agosto, día de la muerte de Jáuregui, como «Día del Activismo por la Diversidad Sexual». Al respecto, Pedro Paradiso Sottile, un activista LGBT, dijo «Carlos Jáuregui fue y es un referente para muchas/os de nosotras/os, impulsándonos al activismo público con orgullo. Proponer el día del activismo por la diversidad sexual en su homenaje, es un acto de amor y de reconocimiento, para alguien que puso el cuerpo y su vida por la lucha contra la discriminación de las personas LGTBI y la igualdad». El presidente de la CHA, por su parte, expresó «Carlos Jaúregui le dio su propia identidad y visibilidad a toda nuestra comunidad gay, lésbica, travesti, transexual, bisexual e Intersexual (GLTTBI). Fue la primera persona que dio su nombre y apellido a nuestros reclamos de igualdad de derechos en Argentina [...] Muchos de nosotros nos sentimos dignamente y sólidamente representados por Carlos. Esta ley intenta devolverle de alguna manera su valentía, generosidad y entrega».

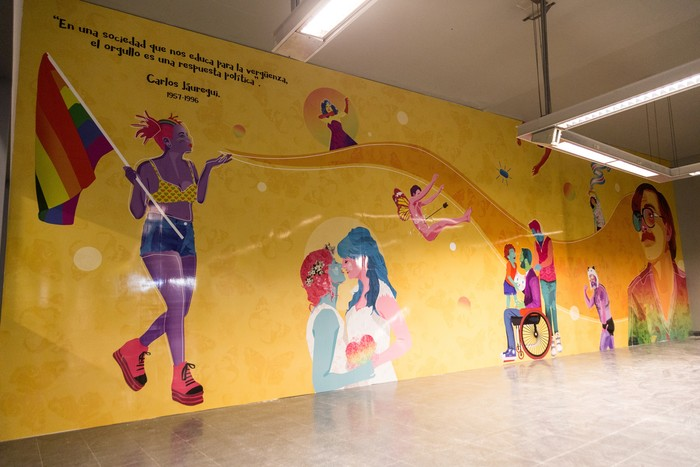
Mural de la estación de Subte Carlos Jáuregui con su retrato

En 2010 se publicó el libro sobre su vida Orgullo. Carlos Jáuregui una biografía política, escrito por la activista feminista Mabel Bellucci. En 2012, su historia fue llevada también a la televisión en el capítulo Jáuregui, el mismo amor, los mismos derechos del ciclo Historia clínica, que conducido por el historiador Felipe Pigna y el médico Daniel López Rosetti explora las distintas enfermedades que padecieron trece personalidades argentinas. El activista fue personificado por Gastón Pauls y el episodio contó además con la participación de Guillermo Pfening y Michel Noher. Pigna dijo en el episodio que «Carlos Jáuregui sembró un terreno fértil para que hoy sea posible vivir en un país con más tolerancia y con igualdad de derechos para todos».
En julio de 2016 un diputado por la Coalición Cívica Ari en la Legislatura de la Ciudad de Buenos Aires, Maximiliano Ferraro, planteó el nombramiento de la estación "Santa Fe" de la Línea H del Subterráneo de la ciudad ya mencionada, a pocos días de su inauguración, como Estación "Santa Fe-Carlos Jáuregui". En marzo de 2017 se incorporó el nombre de Jáuregui y se inauguraron intervenciones artísticas relacionadas al activista y la celebración de la diversidad sexual.